# Smorze Dolne
Smorze Dolne (ukr. Сможе Долішнє) – dawna wieś, obecnie wschodnia część wsi Smorze (ukr. Сможе) na Ukrainie, w rejonie skolskim obwodu lwowskiego.
Leży na południowym brzegu rzeki Smorzenki.

## Historia
Smorze Dolne to dawniej samodzielna wieś. W II Rzeczypospolitej stanowiło gminę jednostkową Smorze Dolne w  powiecie stryjskim w województwie stanisławowskim. 1 sierpnia 1934 roku w ramach reformy na podstawie ustawy scaleniowej weszło w skład nowej zbiorowej gminy Tucholka, gdzie we wrześniu 1934 utworzyło gromadę.
Podczas II wojny światowej połączone ze Smorzem Miastem w jedną wieś Smorze w gminie Orawa w powiecie stryjskim w dystrykcie Galicja, która w 1943 roku liczyła 615 mieszkańców.
W latach 1943–1944 nacjonaliści ukraińscy z OUN-UPA zamordowali tutaj ok. 50 Polaków.
Po wojnie włączone w struktury ZSRR.